# 雷斯蘭 (肯塔基州)
雷斯蘭（英語：Raceland）是一個位於美國肯塔基州格里納普縣的城市。

## 地方資料
根據2020年美國人口普查的數據，雷斯蘭的面積為6.42平方千米，當中陸地面積為6.42平方千米，而水域面積為0.00平方千米。當地共有人口2343人，而人口密度為每平方千米364.95人。